# Adrian Benedyczak
Adrian Dawid Benedyczak (Kamień Pomorski, 24 novembre 2000) è un calciatore polacco, attaccante del Parma.

## Biografia
Sposato con Aleksandra, dall'unione con lei ha avuto una figlia di nome Alicja nel 2025.

## Caratteristiche tecniche
È un centravanti ambidestro rapido e veloce, dotato di buona tecnica individuale, si dimostra abile ad attaccare gli spazi in profondità, dietro la linea difensiva.

## Carriera

### Club

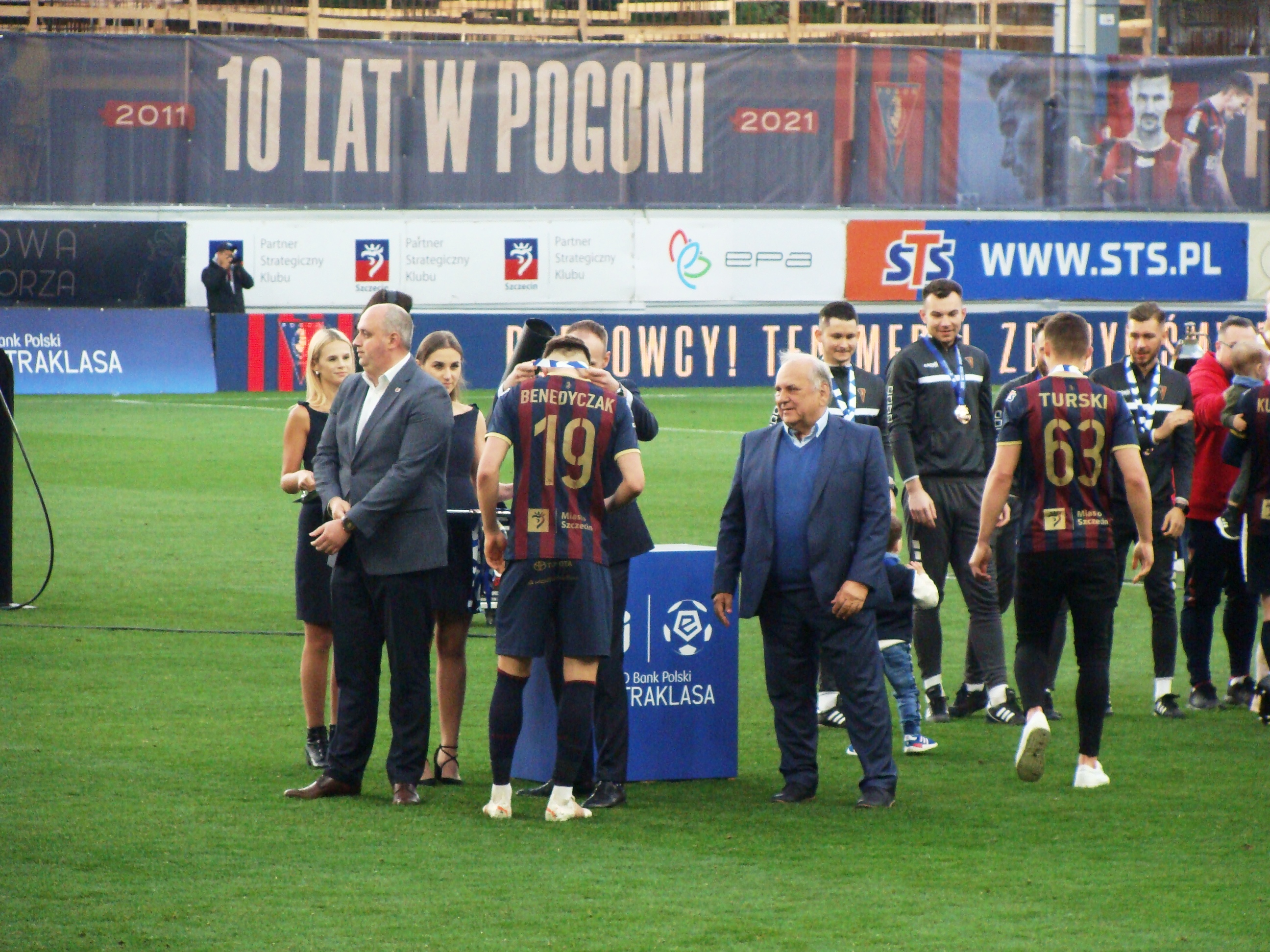
Benedyczak con la maglia del Pogoń Stettino nel 2021.

Cresciuto nel settore giovanile del Pogoń Stettino il quale lo inserisce nel gruppo della squadra riserve ovvero il Pogoń Stettino II, fa il suo esordio con la prima squadra nella massima serie polacca l'8 maggio 2018 nella partita persa per 2-0 in trasferta contro lo Śląsk Breslavia. Il 2 settembre 2019 passa in prestito al Chrobry Głogów dove colleziona 19 presenze segnando 5 reti complessive in 1 liga. Nell'estate 2020 fa ritorno al Pogon Stettino, dove disputa 25 presenze segnando 3 reti, chiudendo la stagione in campionato con il club in terza posizione, dietro solamente a Legia Varsavia e Raków Częstochowa, tuttavia tale risultato diventa il miglior piazzamento in patria della società di Stettino, dopo il secondo posto della stagione 1986-1987, guadagnandosi tra l'altro la qualificazione alla UEFA Europa Conference League. 
Il 27 giugno 2021 il Parma comunica di aver pagato il cartellino di 2 milioni di euro del giocatore, firmando un contratto quadriennale a partire dal 1º luglio. Il 22 settembre successivo, sigla la sua prima rete con la maglia gialloblù, nella partita persa per 3-1 in trasferta contro la Ternana.

### Nazionale
Con la nazionale Under-20 polacca ha preso parte al Campionato mondiale di calcio Under-20 2019.
Il 31 agosto 2023 viene convocato per la prima volta in nazionale maggiore.

## Statistiche

### Presenze e reti nei club
Statistiche aggiornate al 3 maggio 2025.
| Stagione                 | Squadra                  | Campionato               | Campionato | Campionato | Coppe nazionali | Coppe nazionali | Coppe nazionali | Coppe continentali | Coppe continentali | Coppe continentali | Altre coppe | Altre coppe | Altre coppe | Totale | Totale |
| Stagione                 | Squadra                  | Comp                     | Pres       | Reti       | Comp            | Pres            | Reti            | Comp               | Pres               | Reti               | Comp        | Pres        | Reti        | Pres   | Reti   |
| ------------------------ | ------------------------ | ------------------------ | ---------- | ---------- | --------------- | --------------- | --------------- | ------------------ | ------------------ | ------------------ | ----------- | ----------- | ----------- | ------ | ------ |
| 2017-2018                | Pogoń Stettino II        | 3L                       | 10         | 1          | -               | -               | -               | -                  | -                  | -                  | -           | -           | -           | 10     | 1      |
| 2018-2019                | Pogoń Stettino II        | 3L                       | 11         | 6          | -               | -               | -               | -                  | -                  | -                  | -           | -           | -           | 11     | 6      |
| ago. 2019                | Pogoń Stettino II        | 3L                       | 6          | 4          | -               | -               | -               | -                  | -                  | -                  | -           | -           | -           | 6      | 4      |
| 2020-2021                | Pogoń Stettino II        | 3L                       | 4          | 3          | -               | -               | -               | -                  | -                  | -                  | -           | -           | -           | 4      | 3      |
| Totale Pogoń Stettino II | Totale Pogoń Stettino II | Totale Pogoń Stettino II | 31         | 14         |                 | -               | -               |                    | -                  | -                  |             | -           | -           | 31     | 14     |
| 2017-2018                | Pogoń Stettino           | EK                       | 3          | 0          | CP              | -               | -               | -                  | -                  | -                  | -           | -           | -           | 3      | 0      |
| 2018-2019                | Pogoń Stettino           | EK                       | 12         | 0          | CP              | 1               | 0               | -                  | -                  | -                  | -           | -           | -           | 13     | 0      |
| 2019-2020                | Chrobry Głogów           | 1L                       | 19         | 5          | CP              | 1               | 0               | -                  | -                  | -                  | -           | -           | -           | 20     | 5      |
| 2020-2021                | Pogoń Stettino           | EK                       | 25         | 3          | CP              | 3               | 0               | -                  | -                  | -                  | -           | -           | -           | 28     | 3      |
| Totale Pogoń Stettino    | Totale Pogoń Stettino    | Totale Pogoń Stettino    | 40         | 3          |                 | 4               | 0               |                    | -                  | -                  |             | -           | -           | 44     | 3      |
| 2021-2022                | Parma                    | B                        | 31         | 6          | CI              | 1               | 0               | -                  | -                  | -                  | -           | -           | -           | 32     | 6      |
| 2022-2023                | Parma                    | B                        | 32+2       | 8+1        | CI              | 3               | 1               | -                  | -                  | -                  | -           | -           | -           | 37     | 10     |
| 2023-2024                | Parma                    | B                        | 31         | 10         | CI              | 3               | 1               | -                  | -                  | -                  | -           | -           | -           | 34     | 11     |
| 2024-2025                | Parma                    | A                        | 9          | 0          | CI              | -               | -               | -                  | -                  | -                  | -           | -           | -           | 9      | 0      |
| Totale Parma             | Totale Parma             | Totale Parma             | 103+2      | 24+1       |                 | 7               | 2               |                    | -                  | -                  |             | -           | -           | 112    | 27     |
| Totale Carriera          | Totale Carriera          | Totale Carriera          | 193+2      | 46+1       |                 | 12              | 2               |                    | -                  | -                  |             | -           | -           | 207    | 49     |

## Palmarès
- Campionato italiano di Serie B: 1

Parma: 2023-2024